# Antanas Gustaitis
Antanas Gustaitis, litovski general, * 26. marec 1898, † 16. oktober 1941, Moskva.